# Xianfeng (köping i Kina, Heilongjiang, lat 46,80, long 126,37)
Xianfeng (kinesiska: 先锋, 先锋镇) är en köping i Kina. Den ligger i provinsen Heilongjiang, i den nordöstra delen av landet, omkring 120 kilometer norr om provinshuvudstaden Harbin. Antalet invånare är 37 891. Befolkningen består av 18 803 kvinnor och 19 088 män. Barn under 15 år utgör 12,0 %, vuxna 15-64 år 79 %, och äldre över 65 år 7,0 %.
Genomsnittlig årsnederbörd är 807 millimeter. Den regnigaste månaden är juli, med i genomsnitt 229 mm nederbörd, och den torraste är januari, med 8 mm nederbörd.